# Selva di Chambons
La selva di Chambons (o La Servo 'd Boureinaut o Bois Reynaud) è un bosco di antichi larici (alcuni dei quali monumentali) situato in media Val Chisone, vicino all'omonimo centro abitato, frazione di Fenestrelle. 
L'altitudine si aggira tra i 1.100 e i 1.700 metri slm, con esposizione a settentrione ai piedi del Becco dell'Aquila.
Fu impiantata nel 1400 allo scopo di proteggere le case di Chambons dal forte pericolo delle valanghe proveniente dai ripidi monti circostanti. I larici infatti, rallentando e diminuendo la caduta al suolo della neve e abbassando la temperatura del manto nevoso grazie alle loro folte chiome, ostacolano la formazione delle valanghe. Secondo una Perizia forestale del 1879 la foresta si componeva di "9.000 larici secolari sani, robusti e ben serrati tra loro, una vera forza della natura". Il nome di selva o "Serva" deriva dal francese reserver, ovvero conservare, proteggere. Perciò una riserva forestale, un bosco di protezione vincolato per secoli da leggi severissime, ove sia il taglio sia il pascolo erano assolutamente proibiti (da qui anche il nome La Bandita). Con l'avvento del XX secolo sono iniziate a più riprese, e fino a tempi recenti, diverse opere di taglio. Anche l'antica mulattiera, a partire dai primi anni 2000, è stata in più tratti cancellata per la costruzione di una strada forestale. Quello che vediamo oggi, sia della selva che della mulattiera, è solo ciò che ne rimane.
La selva di Chambons venne citata e celebrata anche dallo scrittore Edmondo De Amicis nel capitolo dedicato al Forte di Fenestrelle del suo libro Alle porte d'Italia (1884):
La macchia è spesso meta di escursionisti che intendono percorrere un'estesa e imponente foresta pur rimanendo a quote piuttosto moderate e a breve distanza dai centri abitati. L'esplorazione della selva risulta molto facilitata dalla presenza di una strada forestale (interdetta alle auto) che conduce sino all'Alpe Seichet (1.657 m). Inoltre è possibile compiere un giro ad anello raggiungendo tramite un sentiero la panoramica Rocca Nies (1.358 m) o Rucia Nies, dove si ottiene un'ottima visuale sull'intero Forte di Fenestrelle che è posto sul versante opposto e soleggiato della valle.
La selva di Chambons è zona di rifugio e ambientamento della fauna selvatica perciò in essa vige il divieto di caccia.